# Districtul Akat Amnuai
Akat Amnuai (thailandeză อากาศอำนวย) este un district (Amphoe) în Provincia Sakon Nakhon, situat in nord-estul Thailandei.

## Istorie
District-ul Akat Amnuai a fost fondat la data de 15 mai 1963, când cele patru tambon-uri Akat, Wa Yai, Phon Phaeng și Phon Ngam s-au despărțit de la amphoe-ul Wanon Niwat. La data de 27 iulie 1965 a devenit un district (amphoe).

## Geografie
Districtul se învecinează cu amphoe-ul Seka, situat în Bueng Kan, amphoe-ul Na Thom, amphoe-ul Si Songkhram și amphoe-ul Na Wa, situate în Nakhon Phanom și cu amphoe-ul Phanna Nikhom, amphoe-ul Wanon Niwat și cu amphoe-ul Kham Ta Kla.

## Administrație
Districtul este împărțit în 8 subdistricte (tambon), și în 92 de sate (muban). Reședința (thesaban tambon) Akat Amnuai acoperă o parte din tambon-ul Akat. Există alte 8 organizații administrative.
| Număr | Nume               | Nume thailandez | Sate | Loc.   |  |
| ----- | ------------------ | --------------- | ---- | ------ |  |
| 1.    | Akat               | อากาศ           | 18   | 16,206 |  |
| 2.    | Phon Phaeng        | โพนแพง          | 12   | 9,121  |  |
| 3.    | Wa Yai             | วาใหญ่           | 14   | 8,858  |  |
| 4.    | Phon Ngam          | โพนงาม          | 12   | 8,014  |  |
| 5.    | Tha Kon            | ท่าก้อน           | 8    | 5,436  |  |
| 6.    | Na Hi              | นาฮี             | 6    | 4,944  |  |
| 7.    | Ba Wa              | บะหว้า           | 12   | 6,303  |  |
| 8.    | Samakkhi Phatthana | สามัคคีพัฒนา       | 10   | 8,446  |  |

## Legături externe
- amphoe.com